# ヘリウムの同位体
ヘリウムの同位体（ヘリウムのどういたい）は8種類が知られているが、3Heと4Heの2種類のみが安定である。地球の大気中には、3Heと4Heは1対100万の割合で存在する。しかしヘリウムはその由来によって同位体組成が大きく異なるという特徴がある。星間物質の中では、3Heの割合は約100倍も高くなる。地球上の岩石でも同位体の存在比は10倍も異なる。この事実は地質学で、岩石の起源やマントルの組成を調べるのに使われている。

## 解説
最も多い同位体である4Heは、地球上で、より重い原子のアルファ崩壊によって作られる。α崩壊により放出されるα粒子は、帯電した4He原子核である。4Heの核子の数は魔法数にあたり、4Heの原子核は非常に安定である。これらはまた、ビッグバン原子核合成によっても大量に生成された。ヘリウムの2つの安定同位体は異なった経路で生成されたため、その分布にも大きな違いが見られる。
0.8ケルビン以下の3Heと4Heの等量混合液体は、2つの層に別れ、混合しない。これは、3Heはフェルミ粒子、4Heはボース粒子であり、異なった量子統計に従うからである。3He-4He希釈冷凍法では、これらが混合しない性質を利用し、数ミリケルビンという極低温への冷却を行う。地球上には痕跡量の3Heしか存在しないが、宇宙塵の構成成分として地球に降ってきたり、三重水素のベータ崩壊で生じることがある。しかし、恒星の中では3Heは核融合により多量に作られる。月や小惑星のレゴリスのような地球外物質では、太陽風に晒されることによって生じた3Heが痕跡量存在する。
ヘリウム3とヘリウム4の大気中の存在比率は、3He/4He=1.37×10−6である。

## ヘリウム2
ヘリウム2(ジプロトン)は、ヘリウムの仮想的な同位体で、計算上は強い相互作用がもう2%大きかったら存在することができる。

## ヘリウム3

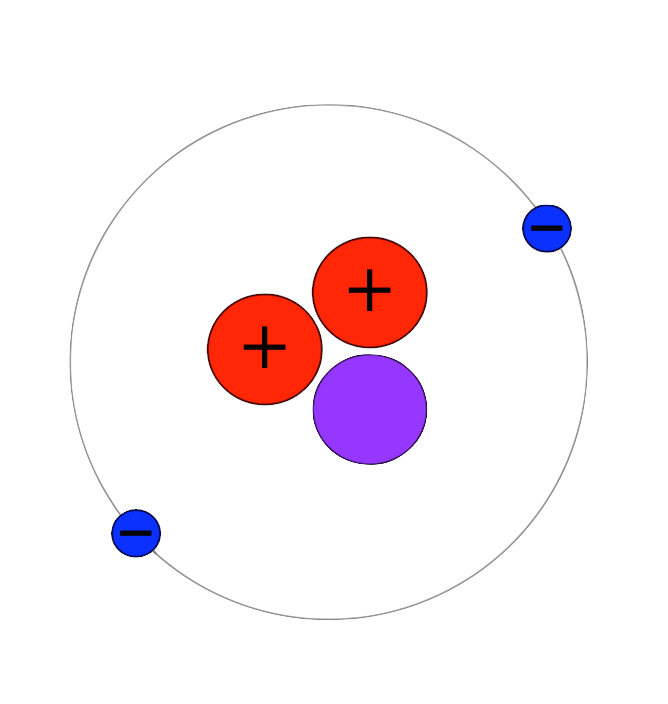
ヘリウム3の原子電子配置図。原子は2個の陽子、1個の中性子、2個の電子で構成される。

陽子2個と中性子1個からなり、通常のヘリウム原子より軽い安定同位体である。地球大気中にはごく微量含まれるが、地球生成時に地球深部のマントルに取り込まれたため、地殻中よりもマントル中に多く存在する。

## ヘリウム4

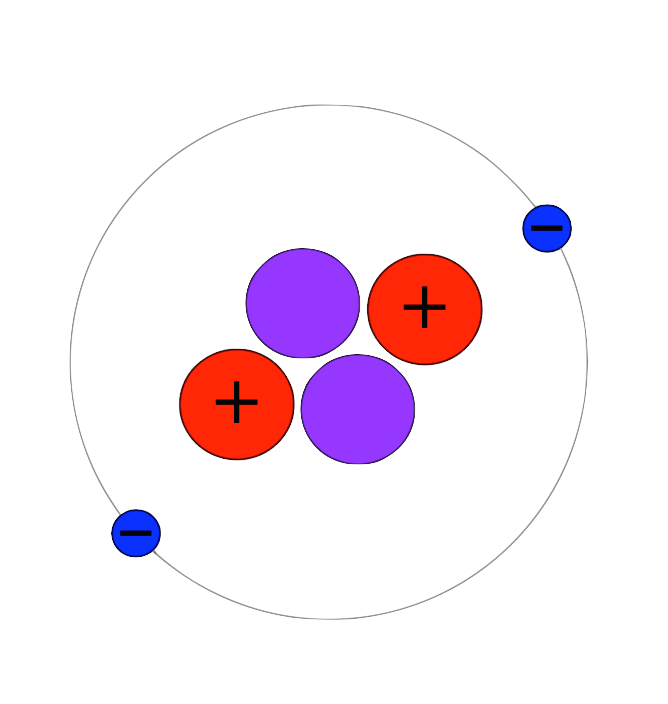
ヘリウム4の原子電子配置図。原子は2個の陽子、2個の中性子、2個の電子で構成される。

陽子2個と中性子2個からなり、魔法数にあたり安定同位体である。ビッグバン原子核合成によっても大量に生成された。地殻岩石中の放射性元素の崩壊に伴うα粒子の蓄積によっても生成されるため、地殻中に多く存在する。日本では100%輸入に頼っている。
放射年代測定の(U-Th)/He法で鉱物中のヘリウム4を測定により地質環境の長期安定性を評価する上で重要となる断層の活動時期の推定や、削剥量に基づく内陸部での隆起速度の推定などに応用可能とされる。

## その他の同位体
ヘリウムには、安定同位体よりも質量の重いいくつかの同位体が存在するが、それらの半減期は全て1秒以下である。

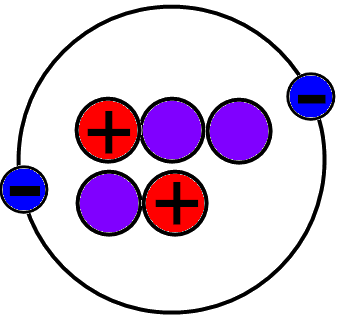
ヘリウム5の原子電子配置図。原子は2個の陽子、3個の中性子、2個の電子で構成される。

最も寿命の短い同位体は5Heで、その半減期は7.6×10−22秒である。6Heは0.8秒の半減期でβ崩壊する。7Heはβ崩壊、ガンマ崩壊を起こす。8Heは最も研究が進んでいて、8Heと6Heは、4He原子核が中性子ハローによって囲まれた構造をしていると考えられている。

## 反ヘリウム
反ヘリウムは、反陽子と反中性子からなる原子であり、ヘリウムの反物質である。記号はHeと、通常のHeに反物質であることを示す線を上に引く。反ヘリウムの同素体の原子核として3Heと4Heがそれぞれ合成されている。今のところ陽電子が周りを回る「反原子」と呼べる状態のものは合成されていない。

## 一覧
| 同位体 核種 | Z(p)                                                      | N(n) | 同位体質量 (u)   | 半減期                       | 核スピン | 天然存在比 (モル分率) | 天然存在比の範囲 (モル分率) |
| 同位体 核種 | 備考                                                      | 備考 | 備考             | 備考                         | 備考     | 備考                  | 備考                        |
| ----------- | --------------------------------------------------------- | ---- | ---------------- | ---------------------------- | -------- | --------------------- | --------------------------- |
| 2He         | 2                                                         | 0    | 2                | ?                            | 0+(#)    |                       |                             |
| 2He         | 存在が確認されていない。                                  |      |                  |                              |          |                       |                             |
| 3He         | 2                                                         | 1    | 3.0160293191(26) | STABLE                       | 1/2+     | 0.00000134(3)         | 4.6×10−10–0.000041          |
| 4He         | 2                                                         | 2    | 4.00260325415(6) | STABLE                       | 0+       | 0.99999866(3)         | 0.999959–1                  |
| 5He         | 2                                                         | 3    | 5.01222(5)       | 700(30)E-24 s [0.60(2) MeV]  | 3/2−     |                       |                             |
| 5He         | 非常に不安定で、4Heに崩壊する。                           |      |                  |                              |          |                       |                             |
| 6He         | 2                                                         | 4    | 6.0188891(8)     | 806.7(15) ms                 | 0+       |                       |                             |
| 6He         | 7He、11Liから生成される。6Liにβ崩壊する。                 |      |                  |                              |          |                       |                             |
| 7He         | 2                                                         | 5    | 7.028021(18)     | 2.9(5)E-21 s [159(28) keV]   | (3/2)−   |                       |                             |
| 7He         | 非常に不安定で、6Heに崩壊する。                           |      |                  |                              |          |                       |                             |
| 8He         | 2                                                         | 6    | 8.033922(7)      | 119.0(15) ms                 | 0+       |                       |                             |
| 8He         | 9Heより生成される。β崩壊と中性子放出により7Liに崩壊する。 |      |                  |                              |          |                       |                             |
| 9He         | 2                                                         | 7    | 9.04395(3)       | 7(4)E-21 s [100(60) keV]     | 1/2(−#)  |                       |                             |
| 9He         | 非常に不安定で、8Heに崩壊する。                           |      |                  |                              |          |                       |                             |
| 10He        | 2                                                         | 8    | 10.05240(8)      | 2.7(18)E-21 s [0.17(11) MeV] | 0+       |                       |                             |
| 10He        | 非常に不安定で、9Heに崩壊する。                           |      |                  |                              |          |                       |                             |